# Giddings (Texas)
Giddings ist die Bezirkshauptstadt und Sitz der Countyverwaltung (County Seat) des Lee Countys im US-Bundesstaat Texas in den Vereinigten Staaten. Das U.S. Census Bureau hat bei der Volkszählung 2020 eine Einwohnerzahl von 4.969 ermittelt.

## Geographie
Die 13,4 km² große Stadt liegt im Süden des Countys am U.S. Highway 290 und dem U.S. Highway 77, etwa 80 Kilometer östlich von Austin und 165 Kilometer westlich von Houston im mittleren Südosten von Texas.

## Geschichte
Der Ort wurde 1871 gegründet, als die Houston and Texas Central Railway hier ihre Gleise verlegte. Benannt wurde der Ort entweder nach Jabez Deming Giddings, einem Großaktionär der Eisenbahn oder nach Dewitt C. Giddings.

## Demographie
Nach der Volkszählung im Jahr 2000 lebten hier 5.105 Menschen in 1.639 Haushalten und 1.125 Familien. Die Bevölkerungsdichte betrug 382,7 Einwohner pro km². Ethnisch betrachtet setzte sich die Bevölkerung zusammen aus 65,99 % weißer Bevölkerung, 13,26 % Afroamerikanern, 0,51 % amerikanischen Ureinwohnern, 0,57 % Asiaten, 0,00 % Bewohnern aus dem pazifischen Inselraum und 16,47 % aus anderen ethnischen Gruppen. Etwa 3,19 % waren gemischter Abstammung und 34,73 % der Bevölkerung waren spanischer oder lateinamerikanischer Abstammung.
Von den 1.639 Haushalten hatten 38,1 % Kinder unter 18 Jahre, die im Haushalt lebten. 52,8 % davon waren verheiratete, zusammenlebende Paare. 11,4 % waren allein erziehende Mütter und 31,3 % waren keine Familien. 27,6 % aller Haushalte waren Singlehaushalte und in 13,5 % lebten Menschen, die 65 Jahre oder älter waren. Die Durchschnittshaushaltsgröße betrug 2,74 und die durchschnittliche Größe einer Familie belief sich auf 3,39 Personen.
31,3 % der Bevölkerung waren unter 18 Jahre alt, 13,5 % von 18 bis 24, 24,7 % von 25 bis 44, 15,7 % von 45 bis 64, und 14,9 % die 65 Jahre oder älter waren. Das Durchschnittsalter war 29 Jahre. Auf 100 weibliche Personen aller Altersgruppen kamen 108,4 männliche Personen. Auf 100 Frauen im Alter von 18 Jahren und darüber kamen 98,7 Männer.

Das jährliche Durchschnittseinkommen eines Haushalts betrug 31.046 USD, das Durchschnittseinkommen einer Familie 37.115 USD. Männer hatten ein Durchschnittseinkommen von 27.370 USD gegenüber den Frauen mit 21.706 USD. Das Prokopfeinkommen betrug 14.768 USD. 15,3 % der Bevölkerung und 13,8 % der Familien lebten unterhalb der Armutsgrenze. Davon waren 20,5 % Kinder und Jugendliche unter 18 Jahren und 12,0 % waren 65 oder älter.

## Söhne und Töchter der Stadt
- Larry Wade (* 1974), Leichtathlet